# Xylis
Xylis là một chi bướm đêm thuộc họ Noctuidae.